# Pantao Ragat
Pantao Ragat ist eine philippinische Stadtgemeinde in der Provinz Lanao del Norte. Sie hat 27.866 Einwohner (Zensus 1. August 2015).

## Baranggays
Pantao Ragat ist politisch in 20 Baranggays unterteilt.
| - Aloon - Banday - Bobonga Pantao Ragat - Bobonga Radapan - Cabasagan - Calawe - Culubun - Dilimbayan - Dimayon - Poblacion East | - Lomidong - Madaya - Maliwanag - Matampay - Natangcopan - Pansor - Pantao Marug - Tangcal - Tongcopan - Poblacion West |